# RFL Championship 1924-25
La Northern Rugby Football League de 1924-25 fue la 30.ª temporada del torneo de rugby league más importante de Inglaterra.

## Formato
Las divisiones 1 y 2 fueron combinadas, enfrentándose a nivel de los condados de Lancashire y Yorkshire y posteriormente confeccionado una tabla global, esto provocó que los equipos enfrentaran una cantidad desigual de encuentros.
Posteriormente los cuatro mejores clasificados según el porcentaje de victorias clasificaron a las semifinales.
Se otorgaron 2 puntos por cada victoria, 1 por el empate y 0 por la derrota.

## Desarrollo

### Tabla de posiciones
| Pos. | Equipo               | Encuentros | Encuentros | Encuentros | Encuentros | Tantos | Tantos | Puntos | Porcentaje de triunfos |
| Pos. | Equipo               | PJ         | PG         | PE         | PP         | F      | C      | Puntos | Porcentaje de triunfos |
| ---- | -------------------- | ---------- | ---------- | ---------- | ---------- | ------ | ------ | ------ | ---------------------- |
| 1    | Swinton              | 36         | 30         | 0          | 6          | 499    | 224    | 60     | 83.33                  |
| 2    | Hull Kingston Rovers | 34         | 25         | 3          | 6          | 492    | 171    | 53     | 77.94                  |
| 3    | Wigan                | 36         | 27         | 1          | 8          | 784    | 258    | 55     | 76.38                  |
| 4    | St. Helens Recs      | 38         | 26         | 3          | 9          | 564    | 267    | 55     | 72.36                  |
| 5    | Oldham               | 34         | 21         | 1          | 12         | 533    | 248    | 43     | 68.23                  |
| 6    | Leeds                | 36         | 21         | 3          | 12         | 341    | 278    | 45     | 62.5                   |
| 7    | Huddersfield         | 36         | 21         | 1          | 14         | 458    | 351    | 43     | 59.72                  |
| 8    | Dewsbury Rams        | 36         | 20         | 2          | 14         | 310    | 269    | 42     | 58.33                  |
| 9    | Warrington           | 36         | 19         | 2          | 15         | 427    | 386    | 40     | 55.55                  |
| 10   | St. Helens           | 34         | 17         | 3          | 14         | 325    | 381    | 37     | 54.41                  |
| 11   | Batley Bulldog       | 36         | 19         | 1          | 16         | 441    | 350    | 39     | 54.16                  |
| 12   | Rochdale Hornets     | 36         | 18         | 2          | 16         | 348    | 331    | 38     | 52.77                  |
| 13   | Hunslet FC           | 36         | 19         | 0          | 17         | 411    | 369    | 38     | 52.77                  |
| 14   | Wakefield Trinity    | 36         | 17         | 1          | 18         | 337    | 316    | 35     | 48.61                  |
| 15   | Keighley Cougars     | 36         | 17         | 1          | 18         | 305    | 420    | 35     | 48.51                  |
| 16   | Barrow Raiders]      | 34         | 16         | 1          | 17         | 288    | 336    | 33     | 48.52                  |
| 17   | Featherstone Rovers  | 34         | 15         | 0          | 19         | 322    | 364    | 30     | 44.11                  |
| 15   | Hull                 | 36         | 14         | 3          | 19         | 368    | 422    | 31     | 43.05                  |
| 19   | Salford              | 34         | 13         | 3          | 18         | 160    | 399    | 29     | 42.64                  |
| 20   | Leigh                | 34         | 13         | 1          | 20         | 328    | 433    | 27     | 39.7                   |
| 21   | Halifax              | 38         | 14         | 2          | 22         | 317    | 431    | 30     | 39.47                  |
| 22   | Broughton Rangers    | 34         | 12         | 1          | 21         | 244    | 429    | 25     | 36.76                  |
| 23   | York FC              | 36         | 12         | 1          | 23         | 272    | 351    | 25     | 34.72                  |
| 24   | Liverpool Stanley    | 32         | 10         | 1          | 21         | 224    | 432    | 21     | 32.81                  |
| 25   | Widnes               | 34         | 10         | 1          | 23         | 257    | 462    | 21     | 30.83                  |
| 26   | Bradford Northern    | 38         | 8          | 4          | 26         | 285    | 584    | 20     | 26.31                  |
| 27   | Bramley RLFC         | 36         | 2          | 2          | 32         | 174    | 572    | 6      | 8.33                   |

|  | Semifinalistas. |

### Semifinales
| 1925 | Swinton | 20 - 2 | St Helens Recreation |  |  |

| 1925 | Hull Kingston Rovers | 13 - 4 | Wigan |  |  |

### Final
| 1925 | Swinton | 5 - 9 | Hull Kingston Rovers |  |  |

| Bandera de Inglaterra        |
| Campeón Hull Kingston Rovers |
| Segundo título               |